# Exempli gratia
Exempli gratia (do latim exemplī grātiā: exemplī, genitivo singular de exemplum, i, "exemplo", e grātiā, ablativo singular de grātia, ae, "graça"; em português, "por", "em virtude de" ou "graças ao exemplo") é uma  locução latina que significa "por exemplo".
A expressão verbi gratia também tem o mesmo significado. Literalmente, a segunda seria traduzida como "pela palavra", mas, no uso comum, ambas são equivalentes. As duas expressões aparecem sobretudo em textos jurídicos, muitas vezes nas formas abreviadas e.g. e v.g. respectivamente.
Na tradição ensaística dos séculos XVIII e XIX, escreviam-se as locuções por extenso. Hoje, é recorrente a forma abreviada. O uso de e.g. é amplamente difundido na língua inglesa.
Em português, utiliza-se também "p. ex.", abreviatura da expressão "por exemplo", sendo preferível à forma e.g. por ser mais compreensível para a maioria das pessoas.